# E3 Harelbeke 1998
De E3 Harelbeke 1998 is de 41e editie van de wielerklassieker E3 Harelbeke en werd verreden op zaterdag 28 maart 1998. Johan Museeuw kwam na 201 kilometer als winnaar over de streep. Een dag later schreef hij ook de Brabantse Pijl op zijn naam.

## Uitslag
| Plaats  | Naam             | Ploeg           | Tijd     |
| ------- | ---------------- | --------------- | -------- |
| Winnaar | Johan Museeuw    | TVM-Farm Frites | 4u48’00” |
| 2       | Michele Bartoli  | Asics-CGA       | z.t.     |
| 3       | Mirko Celestino  | Polti           | z.t.     |
| 4       | Ludo Dierckxsens | Lotto-Mobistar  | z.t.     |
| 5       | Servais Knaven   | TVM-Farm Frites | z.t.     |
| 6       | Tristan Hoffman  | TVM-Farm Frites | + 1’02”  |
| 7       | Dario Pieri      | Scrigno-Gaerne  | z.t.     |
| 8       | Stefano Dante    | Vini Caldirola  | z.t.     |
| 9       | Andrei Tchmil    | Lotto-Mobistar  | z.t.     |
| 10      | Wilfried Peeters | Mapei-Bricobi   | z.t.     |